# Iskitimskij rajon
L'Iskitimskij rajon è un rajon (distretto) dell'oblast' di Novosibirsk, nella Russia siberiana sudoccidentale. Il capoluogo è la cittadina di Iskitim, che è tuttavia considerata amministrativamente a sé stante e dipendente direttamente dalla oblast'; un altro insediamento di una certa importanza è Linëvo.